# Oceano
Oceano is een plaats (census-designated place) in de Amerikaanse staat Californië, en valt bestuurlijk gezien onder San Luis Obispo County.

## Demografie
Bij de volkstelling in 2000 werd het aantal inwoners vastgesteld op 7260.

## Geografie
Volgens het United States Census Bureau beslaat de plaats een oppervlakte van
3,9 km², geheel bestaande uit land. Oceano ligt op ongeveer 20 m boven zeeniveau.

## Plaatsen in de nabije omgeving
De onderstaande figuur toont nabijgelegen plaatsen in een straal van 24 km rond Oceano.